# Чижі (Польща)
Чижі (по-підляському Чижие пол. Czyże) — село в Польщі, у гміні Чижі Гайнівського повіту Підляського воєводства. Центр гміни. Населення — 398 осіб (2011).

## Історія
На початку XVI століття село започаткували бортники, осочники й стрільці королівського Більського лісництва. Перша згадка датується 1529 роком. У найдавніших документах трапляється назва Чижевичі, та вже в XVII столітті згадується як Чижі, інколи як Чижі Осочні.
Близько 1560 року Чижам належали 62 волоки землі. Відповідно до люстрації 1576 року Чижам належало 58 волок землі — 20 осочницьких, 19 стрілецьких і 19 чиншових
У 1790 році налічувалось понад 200 господарств. Наприкінці XIX століття в селі було 149 домів й жило 789 осіб, діяла школа. У 1990-ті роки в селі було близько 200 домів, жило 800 осіб.
У 1975—1998 роках село належало до Білостоцького воєводства.

## Населення
Згідно з переписом 2011 року населення села становило 398 осіб. Щодо релігії населення православне, живуть українці.
Демографічна структура станом на 31 березня 2011 року:
|          | Загалом | Допрацездатний вік | Працездатний вік | Постпрацездатний вік |
| -------- | ------- | ------------------ | ---------------- | -------------------- |
| Чоловіки | 201     | 22                 | 123              | 56                   |
| Жінки    | 197     | 21                 | 82               | 94                   |
| Разом    | 398     | 43                 | 205              | 150                  |

## Релігія
У селі є православна парафіяльна церква Успіння Пресвятої Богородиці.
Православна парафія була вже у XVI столітті, вперше згадується в документах у 1562 році, її описали, проте, в 1727 році. Згідно з тим описом, церква мала прямокутну форму, 6 вікон, шиби котрих були оправлені оловом. Довкола церкви було кладовище, обставлене дерев'яним парканом. Коло воріт стояла дерев'яна дзвіниця з двома великими та трьома малими дзвонами. Дах церкви був покритий ґонтом, баня покрита бляхою та мала великого залізного хреста.
У 1980 році були віднайдені розписи на стінах церкви від народних майстрів кінця XVII чи початку XVIII століття. Ці розписи зацікавили істориків мистецтва. Однак дерев'яна парафіяльна церква, в котрій був стінопис XVII століття, згоріла в серпні 1984 року (офіційно через аварію електричної інсталяції). Нову, муровану церкву, висвячено у 1993 році.
У сільському храмі щороку 4 грудня проводиться храмове свято (котре називають «отпуст» чи «пристольний празник») на свято Введення в храм Пресвятої Богородиці, котрим закінчуються такі календарні свята осіннього циклу на Підляшші. Проте в Чижах це храмове свято трохи відрізняється від інших «отпустів», що проводяться в населених пунктах Підляшшя, — напередодні свята парафіяни самі виготовляють обрядові свічки.

## Галерея

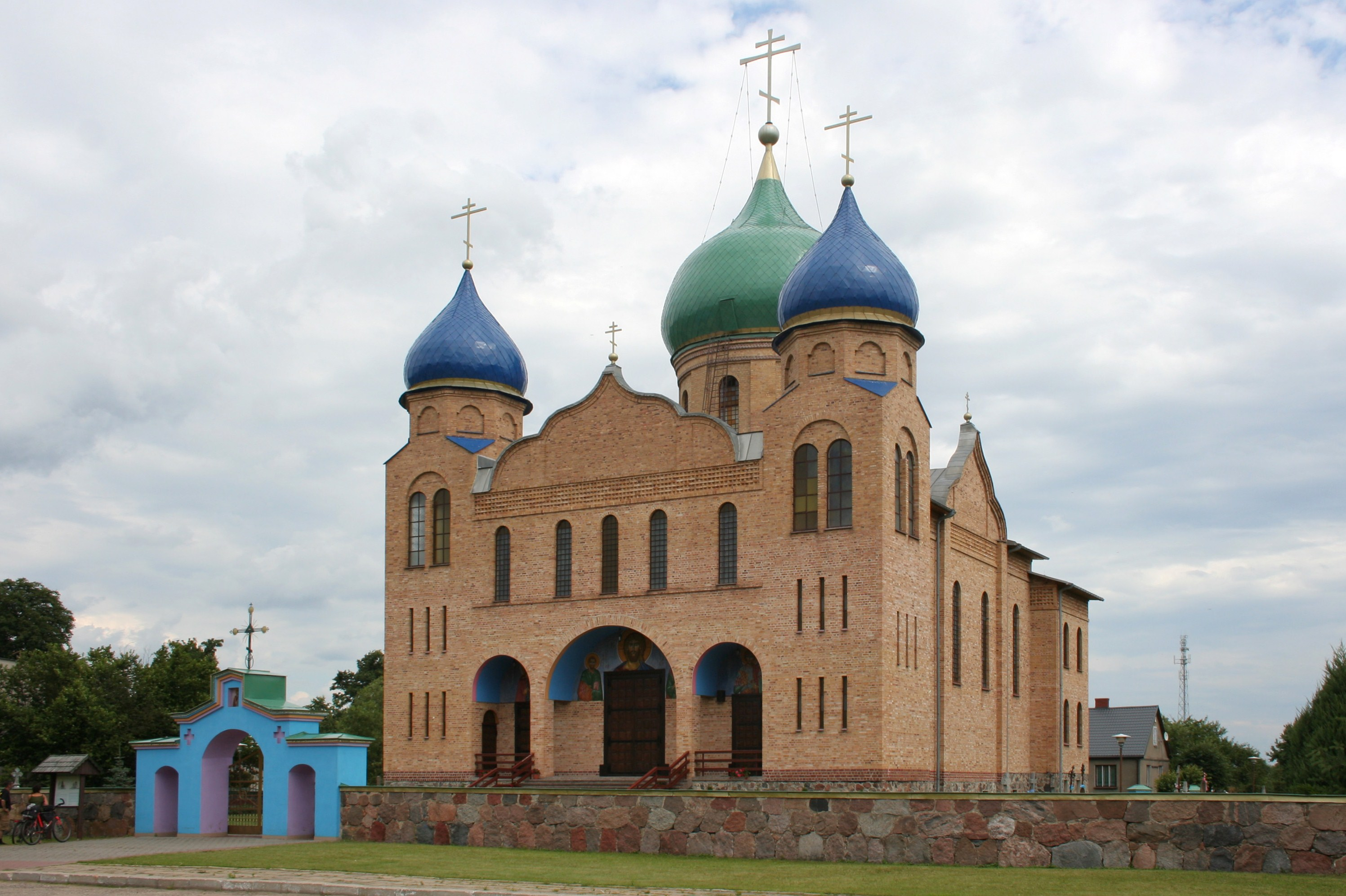
Церква Успіння Пресвятої Богородиці
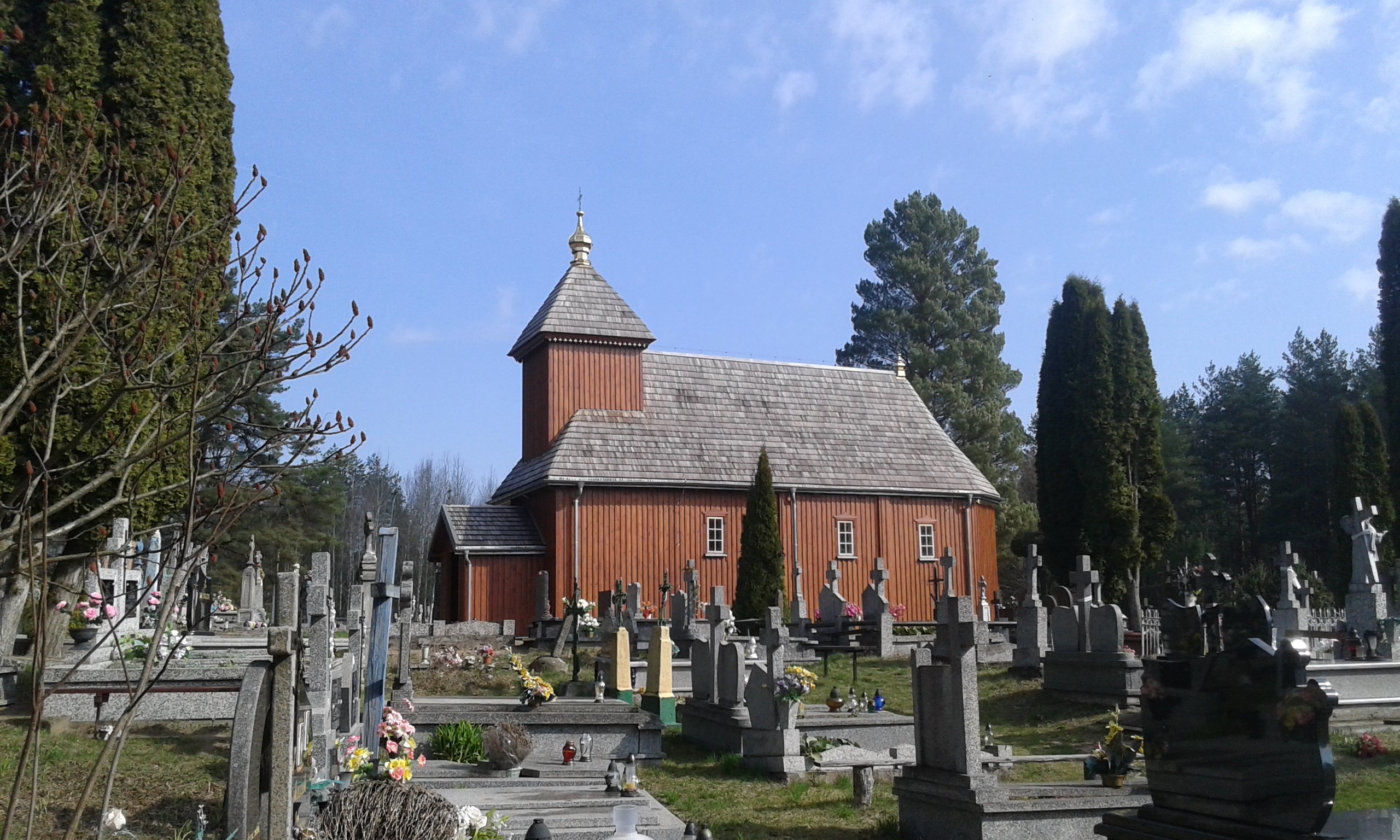
Православні церква святих Косми і Даміана та кладовище
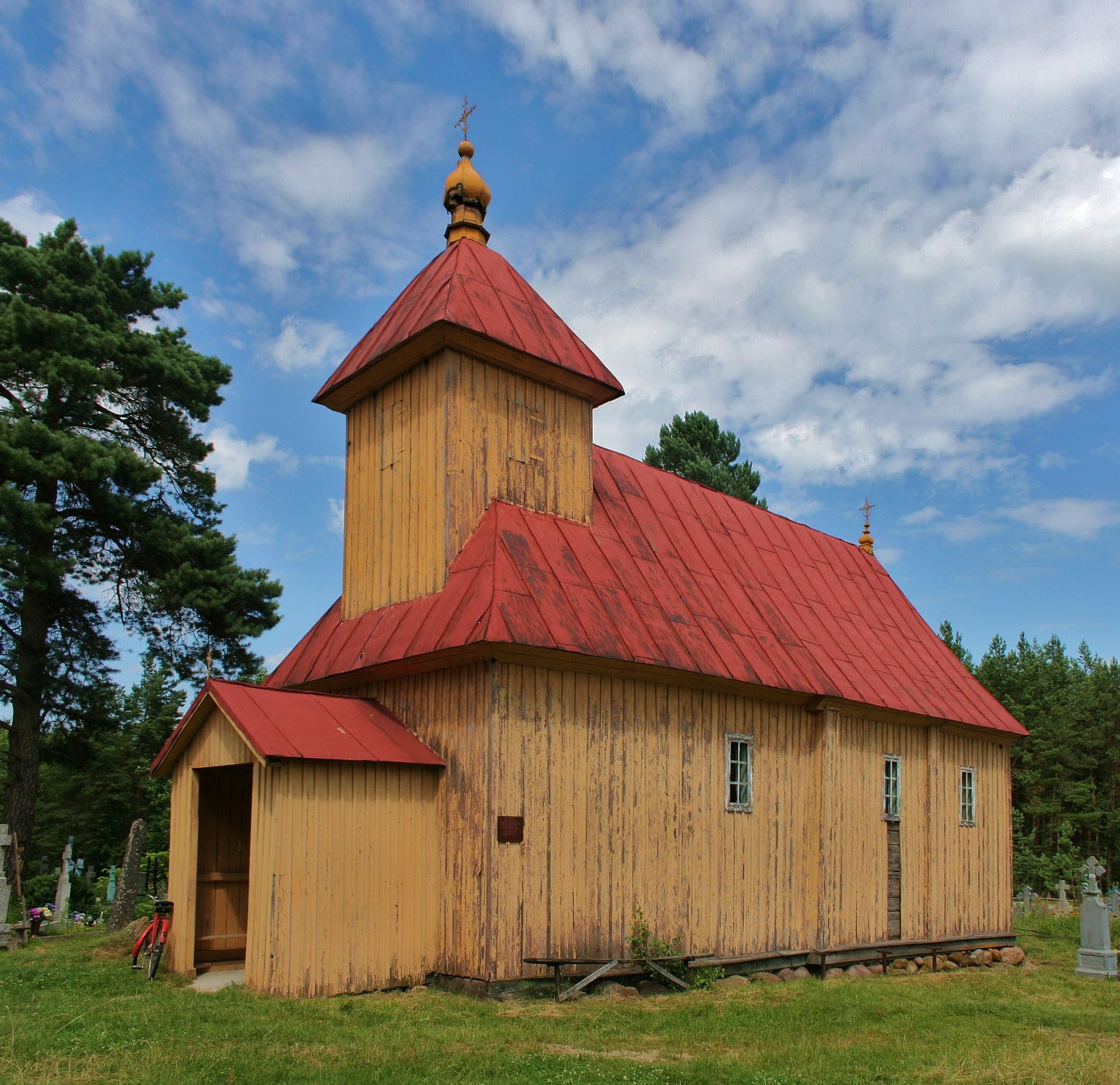
Церква святих Косми і Даміана
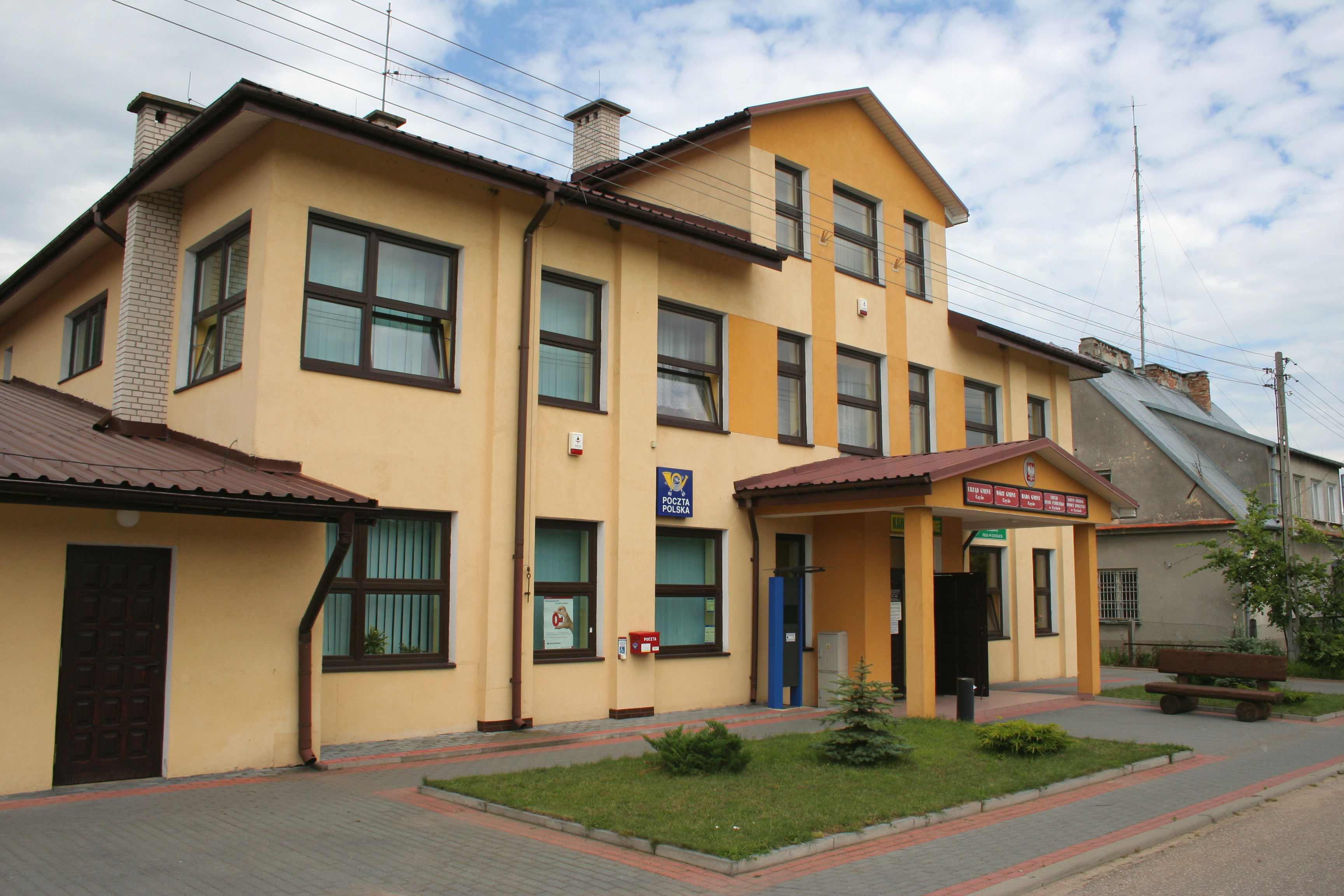
Будинок адміністрації гміни
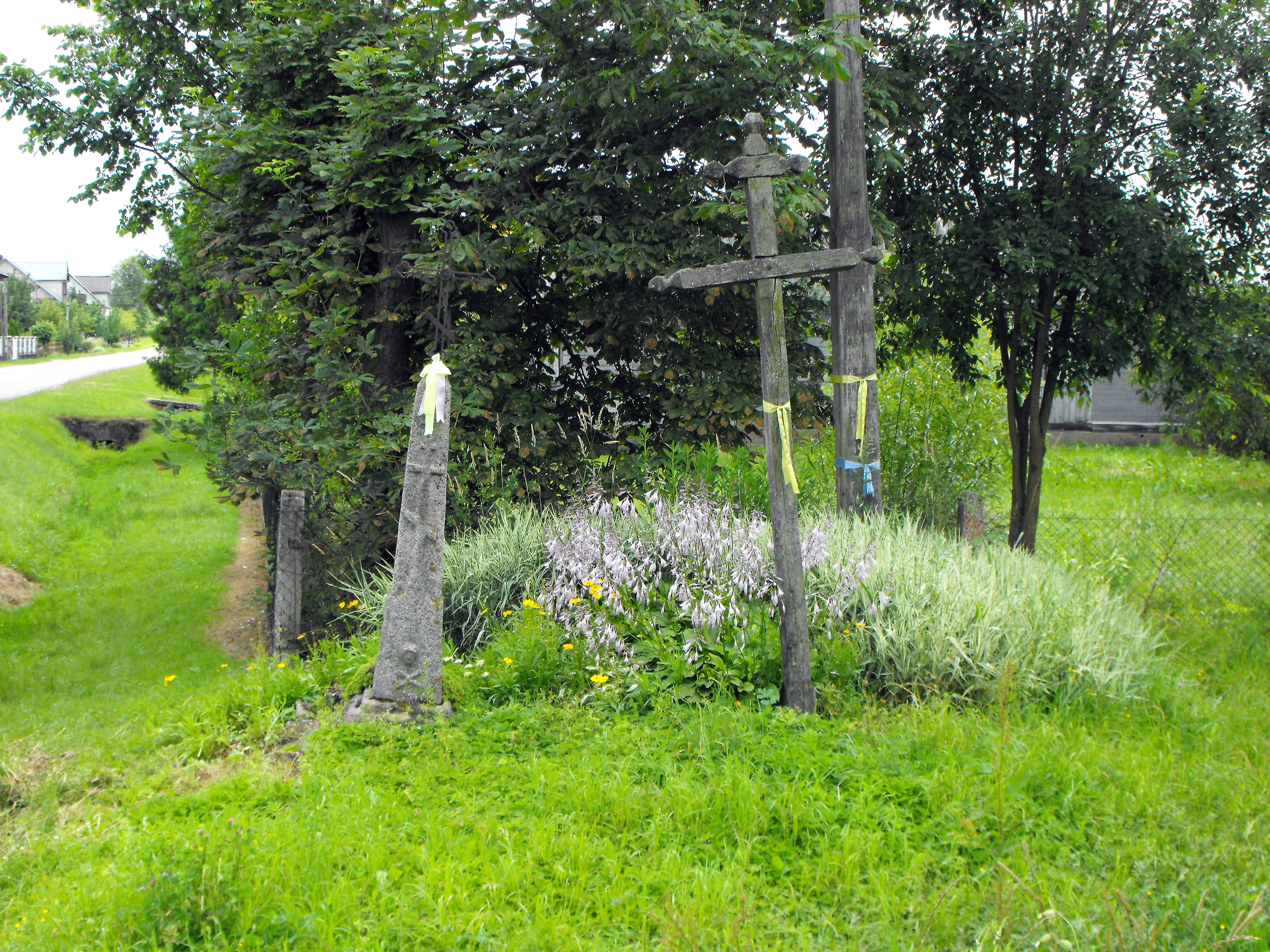
Придорожні хрести
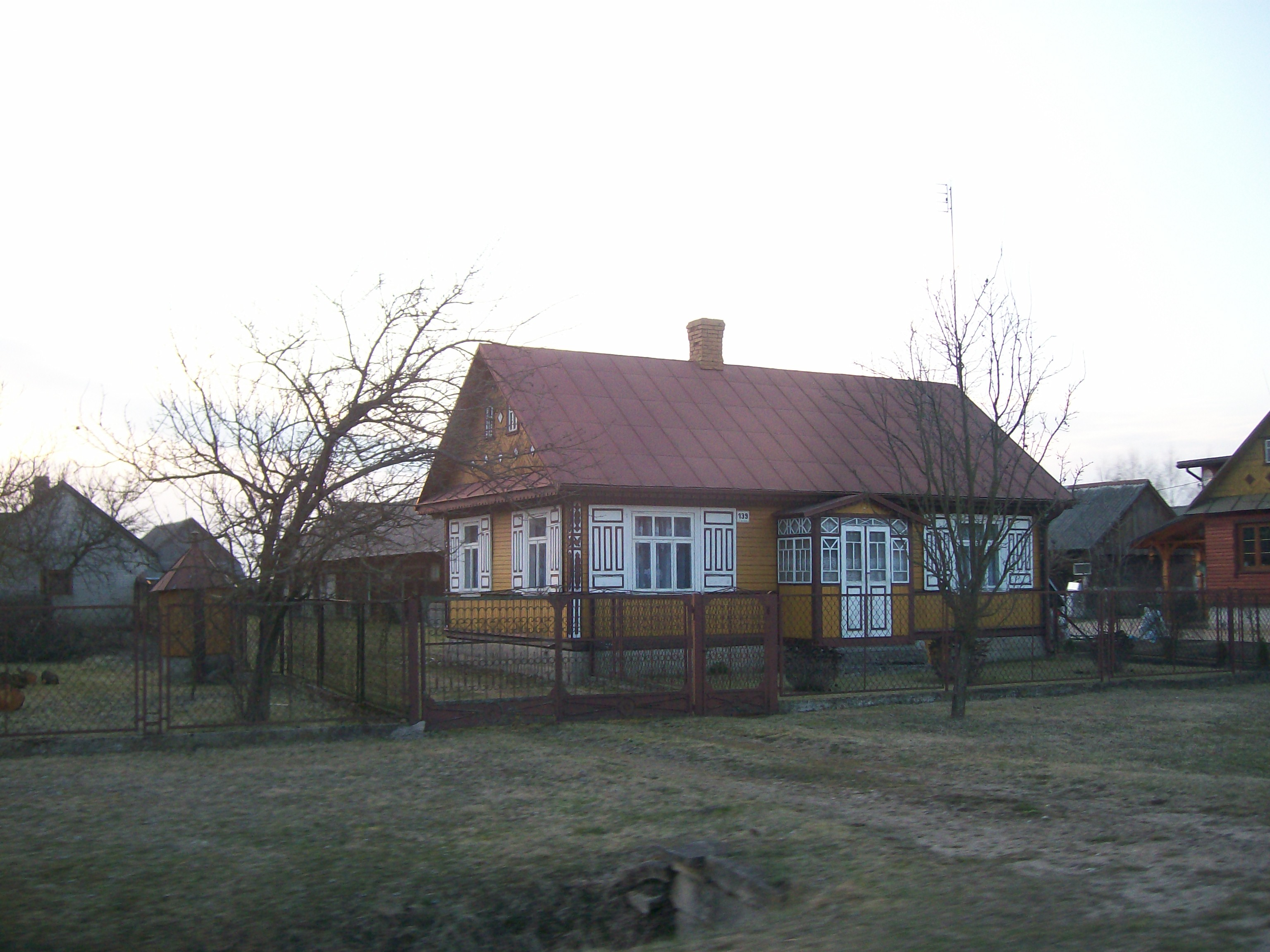
Будинок у Чижах